# Gated community
Et gated community er en form for beboelsesområde eller et beboelseskompleks med strengt kontrollerede adgangsforhold for fodgængere, cyklister, bilister, osv. og det er ofte karakteriseret som et lukket område, der er indhegnet eller indmuret. Gatede communities består normalt af mindre boligveje og inkluderer forskellige fællesfaciliteter. For mindre communities kan disse fællesfaciliteter blot være et grønt område eller andre fællesarealer. I større communities, er det muligt for beboerne at udføre de fleste daglige gøremål indenfor community'et. Gatede communities er baserede på fælles interesser, men er ikke baserede på socialt fællesskab.
Eftersom at gatede communities udgør en slags fysiske enklaver, så har Setha M. Low, som en af flere antropologer, argumenteret for at gatede communities har en negativ indflydelse på den sociale kapital i det bredere lokalsamfund udenfor det gatede community. Nogle gatede communities, normalt kaldet for bevogtede communities, er bevogtede med private sikkerhedsvagter og er ofte hjemsted for ejendomme af høj værdi eller udgør pensionist-enklaver. Nogle gatede communities ligner fæstningsværker og er lige så sikrede som fæstningsværker, hvilket er meningen.